# Портес Хиль, Эмилио
Эмилио Кандидо Портес Хиль (исп. Emilio Cándido Portes Gil; 3 октября 1890 — 10 декабря 1978) — мексиканский политический деятель, один из лидеров, а позднее и председатель правительственной Институционно-революционной партии, временный президент Мексики с 1928 по 1930 год.

## Биография
Эмилио Портес Хиль родился 3 октября 1890 года в городе Сьюдад-Виктория, штат Тамаулипас, в семье Доминго Портеса и Аделы Хиль. Получив начальное и среднее образование в родном городе, он переехал в столицу, где поступил в юридический колледж Escuela Libre de Derecho, который закончил в 1915 году.
После получения диплома юриста, Эмилио Портес занимал различные государственные должности, в 1916 году став судьёй Верховного суда штата Сонора, а немного позднее и депутатом Национального Конгресса. В 1918—1919 годах стал генеральным секретарём правительства штата Тамаулипаса, а после начала так называемой «Революции Агуа Прьета», был назначен временным губернатором этой территории (1920). 17 мая 1924 года Портес Хиль основал Пограничную социалистическую партию, от которой в 1925 году был избран уже постоянным губернатором Тамаулипаса.
17 июля 1928 года католическим студентом был убит избранный президентом Мексики Альваро Обрегон. В этой критической ситуации Эмилио Портес становится сначала министром внутренних дел в правительстве Кальеса (Maximato), а 1 декабря — временным президентом республики.

### Президентство
Несмотря на своё краткое пребывание на посту президента, Эмилио Портес столкнулся с многочисленными проблемами. Одной из них стал продолжающийся конфликт между государством и Римско-католической церковью, в стране всё ещё продолжалось восстание кристерос, которое унесло жизни десятки тысяч людей. Лишь при посредничестве посла США Морроу удалось подписать соглашение с Ватиканом, по которому де-факто церкви возвращалось имущество, разрешалось религиозное преподавание (но со многими ограничениями), кристерос объявлялась амнистия.
Другая проблема состояла в конфликте со студентами Национального университета Мексики, которые продолжали свои требования о предоставлении автономии. Наконец, 9 мая 1929 года 53 студента приняли решение о начале забастовке, результатом которой стал закон об автономии, по которому предусматривалось минимальное вмешательство президента и министерства образования в дела университета.
Нестабильной оставалась и политическая обстановка. Задачей Хиля было провести новые выборы президента, что вызывало недовольство среди многих мексиканцев, вполне справедливо опасавшихся прихода очередной марионетки «Верховного правителя», как называл себя Плутарко Кальес, по инициативе которого была создана новая партия — Национально-революционная партия (НРП). От неё кандидатом на высший пост республики был выдвинут Паскуаль Ортис Рубио, победу которого, по мнению оппозиции, и должен был обеспечить временный президент. 3 марта 1929 года генерал Хосе Гонсало Эскобара поднял мятеж, продолжавшийся три месяца и унёсший жизни около 2000 человек. Наконец, на выборах 17 ноября НРП одержала победу, и Ортис Рубио стал 49-м президентом.

### После президентства
Два с половиной месяца после сдачи полномочий занимал должность министра внутренних дел; с апреля по октябрь 1930 и с июня 1935 по август 1936 года был председателем Национально-революционной партии; с сентября 1931 по ноябрь 1934 года — генеральным прокурором страны; с декабря 1934 по июнь 1935 года — главой МИДа при президенте Ласаро Карденасе; затем послом во Франции, Доминиканской республике, Эквадоре и Индии.
Написал ряд работ по политической истории Мексики: La labor sediciosa del clero mexicano, Autobiografía de la Revolución Mexicana, Quince años de política mexicana.